# Wonder: The World Tour
Wonder: The World Tour fue la quinta gira mundial de conciertos del cantante canadiense Shawn Mendes, en la cual promocionó su más reciente trabajo discográfico Wonder. Al principio, se anunció que la gira recorrería Norteamérica y Europa, comenzando en Portland el 27 de junio de 2022 y finalizando en Dublín el 1 de agosto de 2023. Sin embargo, el 27 de julio de 2022, tras haber postergado unas fechas norteamericanas, el cantante canceló el resto de la gira debido a su salud mental.

## Antecedentes
El 20 de septiembre de 2021, Mendes anunció en sus redes sociales que saldría de gira en 2022, con un mensaje que decía: "¡Anunciando esta semana! No puedo esperar a salir y verlos a todos de nuevo chicos". Dos días después se realizó un "Fan Show" en el Irving Plaza de Nueva York donde interpretó algunas de sus últimas canciones y éxitos; en este mismo show habían pósteres con fechas y ciudades del futuro tour por Europa, Reino Unido, Estados Unidos y Canadá.
El 23 de septiembre de 2021 se anunciaron oficialmente fechas para el tour, iniciando en Europa con King Princess como acto de apertura, y siguiendo en Norteamérica con Dermot Kennedy y Tate McRae de teloneros.
El 8 de octubre se añadieron segundos shows en las ciudades de Cracovia, Ámsterdam, Boston, Montreal y Los Ángeles debido a la alta demanda. El 29 de noviembre, ShawnAccess anunció un nuevo concierto para Milán. El 6 de diciembre, Mendes dio a conocer nuevas ciudades para incluir en la gira, estas fueron, Róterdam, Dublín y Bilbao, debido a esto el concierto en Sheffield fue adelantado por aproximadamente una semana.
El 28 de enero de 2022, debido a las restricciones en Europa por la pandemia de Covid-19, los shows por dicho continente fueron movidos para el final de la gira, a mediados del 2023. Mendes fue quien dio a conocer esta información y dijo al respecto lo siguiente: "Esta fue una decisión realmente difícil de tomar, pero desafortunadamente tenemos que reprogramar la gira por el Reino Unido y la UE de 2022 a 2023. Con todas las restricciones logísticas, de viaje y recintos aún inciertas en Europa debido a la pandemia, nos vimos obligados a tomar la difícil decisión de mover la etapa Europea al final de la gira, cuando estemos seguros de que podamos viajar y ofrecer el mejor espectáculo posible que queremos, de manera segura y a plena capacidad. Lamento mucho no poder verlos antes, pero estoy trabajando en un montón de música nueva para todos ustedes y estoy emocionado de que la escuchen. La gira ahora comenzará en junio (2022) con las fechas programadas actualmente en América del Norte según lo planeado". Debido a esto y por el momento, el acto de apertura para el continente fue retirado y queda vacante.
El 23 de marzo de 2022, como promoción de When You're Gone, ShawnAccess comunicó que al pre-guardar el dicho sencillo, los fans obtendrían un acceso anticipado a la preventa para todas las fechas aún no anunciadas del tour; confirmando e incluyendo a América Latina, Asia, Australia y Nueva Zelanda como parte de la gira en un futuro.
El 4 de abril de 2022, Mendes anunció 3 nuevas fechas para Canadá, 9 nuevas fechas para Estados Unidos y un segundo show para Brooklyn. Cuando comenzó la venta general, cuatro días después, el concierto en Toronto se agotó en pocos minutos, por lo que se debió agregar un segundo show; debido a esto el concierto en Filadelfia se adelantó una semana.

## Repertorio
1. «Intro»
2. «Wonder»
3. «When You're Gone»
4. «There's Nothing Holdin' Me Back»
5. «Call My Friends»
6. «Señorita»
7. «Treat You Better»
8. «Monster»
9. «Mercy»
10. «Look Up At The Stars»
11. «Teach Me How To Love»
12. «Lost in Japan»
13. «Why»
14. «Stitches»
15. «Can't Imagine»
16. «Song For No One»
17. «Dream»
18. «Ruin»
19. «305»
20. «Message in a Bottle» (The Police Cover)
21. «If I Can't Have You»
22. «It'll Be Okay»

Encore
1. «In My Blood»

## Fechas
| Fecha               | Ciudad     | País           | Recinto               | Teloneros      | Entradas vendidas / Disponibles | Recaudación |
| ------------------- | ---------- | -------------- | --------------------- | -------------- | ------------------------------- | ----------- |
| Norteamérica        |            |                |                       |                |                                 |             |
| 27 de junio de 2022 | Portland   | Estados Unidos | Moda Center           | Dermot Kennedy | —                               | —           |
| 28 de junio de 2022 | Seattle    | Estados Unidos | Climate Pledge Arena  | Dermot Kennedy | —                               | —           |
| 30 de junio de 2022 | Sacramento | Estados Unidos | Golden 1 Center       | Dermot Kennedy | —                               | —           |
| 2 de julio de 2022  | Vancouver  | Canadá         | Rogers Arena          | Dermot Kennedy | —                               | —           |
| 4 de julio de 2022  | Calgary    | Canadá         | Scotiabank Saddledome | Dermot Kennedy | —                               | —           |
| 5 de julio de 2022  | Edmonton   | Canadá         | Rogers Place          | Dermot Kennedy | —                               | —           |
| 7 de julio de 2022  | Winnipeg   | Canadá         | Canada Life Centre    | Dermot Kennedy | —                               | —           |
| Total               | Total      | Total          | Total                 | Total          | —                               | —           |

### Fechas canceladas
| Fecha                    | Ciudad         | País            | Recinto                                 | Motivo        |
| ------------------------ | -------------- | --------------- | --------------------------------------- | ------------- |
| 9 de julio de 2022       | Saint Paul     | Estados Unidos  | Xcel Energy Center                      | Salud mental. |
| 10 de julio de 2022      | Omaha          | Estados Unidos  | CHI Health Center Omaha                 | Salud mental. |
| 12 de julio de 2022      | Milwaukee      | Estados Unidos  | Fiserv Forum                            | Salud mental. |
| 15 de julio de 2022      | Chicago        | Estados Unidos  | Allstate Arena                          | Salud mental. |
| 16 de julio de 2022      | San Luis       | Estados Unidos  | Enterprise Center                       | Salud mental. |
| 19 de julio de 2022      | Cleveland      | Estados Unidos  | Rocket Mortgage FieldHouse              | Salud mental. |
| 20 de julio de 2022      | Pittsburgh     | Estados Unidos  | PPG Paints Arena                        | Salud mental. |
| 22 de julio de 2022      | Charlotte      | Estados Unidos  | Spectrum Center                         | Salud mental. |
| 23 de julio de 2022      | Raleigh        | Estados Unidos  | PNC Arena                               | Salud mental. |
| 26 de julio de 2022      | Filadelfia     | Estados Unidos  | Wells Fargo Center                      | Salud mental. |
| 27 de julio de 2022      | Washington D.C | Estados Unidos  | Capital One Arena                       | Salud mental. |
| 29 de julio de 2022      | Uncasville     | Estados Unidos  | Mohegan Sun Arena                       | Salud mental. |
| 31 de julio de 2022      | Toronto        | Canadá          | Scotiabank Arena                        | Salud mental. |
| 2 de agosto de 2022      | Toronto        | Canadá          | Scotiabank Arena                        | Salud mental. |
| 5 de agosto de 2022      | Boston         | Estados Unidos  | TD Garden                               | Salud mental. |
| 6 de agosto de 2022      | Boston         | Estados Unidos  | TD Garden                               | Salud mental. |
| 12 de agosto de 2022     | Louisville     | Estados Unidos  | KFC Yum! Center                         | Salud mental. |
| 15 de agosto de 2022     | Montreal       | Canadá          | Bell Centre                             | Salud mental. |
| 16 de agosto de 2022     | Montreal       | Canadá          | Bell Centre                             | Salud mental. |
| 19 de agosto de 2022     | Brooklyn       | Estados Unidos  | Barclays Center                         | Salud mental. |
| 20 de agosto de 2022     | Brooklyn       | Estados Unidos  | Barclays Center                         | Salud mental. |
| 7 de septiembre de 2022  | Glendale       | Estados Unidos  | Gila River Arena                        | Salud mental. |
| 9 de septiembre de 2022  | Los Ángeles    | Estados Unidos  | Crypto.com Arena                        | Salud mental. |
| 10 de septiembre de 2022 | Los Ángeles    | Estados Unidos  | Crypto.com Arena                        | Salud mental. |
| 12 de septiembre de 2022 | San José       | Estados Unidos  | SAP Center                              | Salud mental. |
| 15 de septiembre de 2022 | Las Vegas      | Estados Unidos  | T-Mobile Arena                          | Salud mental. |
| 17 de septiembre de 2022 | Oakland        | Estados Unidos  | Oakland Arena                           | Salud mental. |
| 19 de septiembre de 2022 | San Diego      | Estados Unidos  | Pechanga Arena                          | Salud mental. |
| 21 de septiembre de 2022 | Salt Lake City | Estados Unidos  | Vivint Smart Home Arena                 | Salud mental. |
| 24 de septiembre de 2022 | Denver         | Estados Unidos  | Ball Arena                              | Salud mental. |
| 26 de septiembre de 2022 | Kansas City    | Estados Unidos  | T-Mobile Center                         | Salud mental. |
| 27 de septiembre de 2022 | Oklahoma City  | Estados Unidos  | Paycom Center                           | Salud mental. |
| 29 de septiembre de 2022 | El Paso        | Estados Unidos  | Don Haskins Center                      | Salud mental. |
| 1 de octubre de 2022     | Dallas         | Estados Unidos  | American Airlines Center                | Salud mental. |
| 3 de octubre de 2022     | Austin         | Estados Unidos  | Moody Center                            | Salud mental. |
| 4 de octubre de 2022     | Houston        | Estados Unidos  | Toyota Center                           | Salud mental. |
| 7 de octubre de 2022     | Jacksonville   | Estados Unidos  | VyStar Memorial Arena                   | Salud mental. |
| 8 de octubre de 2022     | Miami          | Estados Unidos  | FTX Arena                               | Salud mental. |
| 11 de octubre de 2022    | Tampa          | Estados Unidos  | Amalie Arena                            | Salud mental. |
| 12 de octubre de 2022    | Orlando        | Estados Unidos  | Amway Center                            | Salud mental. |
| 14 de octubre de 2022    | Atlanta        | Estados Unidos  | State Farm Arena                        | Salud mental. |
| 16 de octubre de 2022    | Charleston     | Estados Unidos  | Credit One Stadium                      | Salud mental. |
| 18 de octubre de 2022    | Columbus       | Estados Unidos  | Value City Arena                        | Salud mental. |
| 19 de octubre de 2022    | Nashville      | Estados Unidos  | Bridgestone Arena                       | Salud mental. |
| 21 de octubre de 2022    | Grand Rapids   | Estados Unidos  | Van Andel Arena                         | Salud mental. |
| 22 de octubre de 2022    | Detroit        | Estados Unidos  | Little Caesars Arena                    | Salud mental. |
| 24 de octubre de 2022    | Indianápolis   | Estados Unidos  | Gainbridge Fieldhouse                   | Salud mental. |
| 26 de octubre de 2022    | Newark         | Estados Unidos  | Prudential Center                       | Salud mental. |
| Europa                   |                |                 |                                         |               |
| 31 de mayo de 2023       | Bolonia        | Italia          | Unipol Arena                            | Salud mental. |
| 1 de junio de 2023       | Milán          | Italia          | Mediolanum Forum                        | Salud mental. |
| 3 de junio de 2023       | Burdeos        | Francia         | Arkéa Arena                             | Salud mental. |
| 5 de junio de 2023       | Madrid         | España          | Wizink Center                           | Salud mental. |
| 7 de junio de 2023       | Lisboa         | Portugal        | Altice Arena                            | Salud mental. |
| 9 de junio de 2023       | Barcelona      | España          | Palau Sant Jordi                        | Salud mental. |
| 11 de junio de 2023      | Bilbao         | España          | Bizkaia Arena                           | Salud mental. |
| 14 de junio de 2023      | Múnich         | Alemania        | Olympiahalle                            | Salud mental. |
| 16 de junio de 2023      | Budapest       | Hungría         | Arena Deportiva de Budapest László Papp | Salud mental. |
| 19 de junio de 2023      | Cracovia       | Polonia         | Tauron Arena                            | Salud mental. |
| 20 de junio de 2023      | Cracovia       | Polonia         | Tauron Arena                            | Salud mental. |
| 22 de junio de 2023      | Praga          | República Checa | O2 Arena                                | Salud mental. |
| 25 de junio de 2023      | Viena          | Austria         | Wiener Stadthalle                       | Salud mental. |
| 27 de junio de 2023      | Zúrich         | Suiza           | Hallenstadion                           | Salud mental. |
| 29 de junio de 2023      | París          | Francia         | Paris La Défense Arena                  | Salud mental. |
| 2 de julio de 2023       | Mannheim       | Alemania        | SAP Arena                               | Salud mental. |
| 3 de julio de 2023       | Colonia        | Alemania        | Lanxess Arena                           | Salud mental. |
| 5 de julio de 2023       | Berlín         | Alemania        | Mercedes-Benz Arena                     | Salud mental. |
| 6 de julio de 2023       | Hamburgo       | Alemania        | Barclays Center                         | Salud mental. |
| 9 de julio de 2023       | Oslo           | Noruega         | Telenor Arena                           | Salud mental. |
| 11 de julio de 2023      | Estocolmo      | Suecia          | Avicii Arena                            | Salud mental. |
| 13 de julio de 2023      | Copenhague     | Dinamarca       | Royal Arena                             | Salud mental. |
| 15 de julio de 2023      | Ámsterdam      | Países Bajos    | Ziggo Dome                              | Salud mental. |
| 16 de julio de 2023      | Ámsterdam      | Países Bajos    | Ziggo Dome                              | Salud mental. |
| 18 de julio de 2023      | Amberes        | Bélgica         | Sportpaleis                             | Salud mental. |
| 19 de julio de 2023      | Róterdam       | Países Bajos    | Rotterdam Ahoy                          | Salud mental. |
| 22 de julio de 2023      | Londres        | Reino Unido     | The O2 Arena                            | Salud mental. |
| 25 de julio de 2023      | Birmingham     | Reino Unido     | Resorts World Arena                     | Salud mental. |
| 26 de julio de 2023      | Mánchester     | Reino Unido     | AO Arena                                | Salud mental. |
| 28 de julio de 2023      | Glasgow        | Reino Unido     | OVO Hydro                               | Salud mental. |
| 29 de julio de 2023      | Sheffield      | Reino Unido     | Utilita Arena Sheffield                 | Salud mental. |
| 1 de agosto de 2023      | Dublín         | Irlanda         | 3Arena                                  | Salud mental. |